# Cylarabès
Dans la mythologie grecque, Cylarabès (en grec ancien Κυλαράβης / Kularábès) est roi d’Argos.
Il réunifie le royaume d’Argos en récupérant le territoire de son père Sthénélos (dont il hérite après la mort de ce dernier), celui d’Amphiloque (après son départ d’Argos) et celui de Cyanippe (mort sans enfants).
Il fait construire près d’Argos un stade qui prend son nom, et dans lequel sera placé son tombeau.

## Sources
- Pausanias, Description de la Grèce [détail des éditions] [lire en ligne], II, 18, 5 ; II, 22, 8 et 9.
- Servius, Commentaire à l'Énéide [détail des éditions] [(la) lire en ligne] (VIII, v. 9 ; XI, v. 269).